# Oulad Gnaou
Oulad Gnaou (franska: Oulad Gnaou (CR), Oulad Gnaou (Commune Rurale), arabiska: فم اودي) är en kommun i Marocko.   Den ligger i provinsen Béni Mellal och regionen Béni Mellal-Khénifra, i den nordöstra delen av landet, 190 km söder om huvudstaden Rabat. Antalet invånare är 11 256.